# Isodontia fuscipennis
Isodontia fuscipennis là một loài côn trùng cánh màng trong họ Sphecidae, thuộc chi Isodontia. Loài này được Fabricius miêu tả khoa học đầu tiên năm 1804.